# Іванівка (Кабанський район)
Іванівка (рос. Ивановка) — селище Кабанського району, Бурятії Росії. Входить до складу Сільського поселення Клюєвське.
Населення — 51 особа (2015 рік).